# Herbsthausen (Bad Mergentheim)
Herbsthausen ist ein Stadtteil von Bad Mergentheim im Main-Tauber-Kreis im Nordosten Baden-Württembergs.

## Geographie
Das Dorf Herbsthausen ist der einzige Ort im Stadtteil. Es steht etwas über zehn Kilometer südsüdöstlich der Stadtmitte von Mergentheim auf einem Hügelrücken mit Höhen um 424 m ü. NHN, der nach Südwesten zur Mulde des Wachbachs und nach Südosten zu der des Aschbachs abfällt, während am Nordrand des Dorfes der Lochbach seinen nördlichen Lauf beginnt.
Naturräumlich gesehen liegen der Ort und der größere Teil der Gemarkung im Unterraum Mittlere Kocher-Jagst-Ebenen der Kocher-Jagst-Ebenen, die nördliche Gemarkung im Unterraum Umpfer-Wachbach-Riedel des Tauberlandes.
Nahe nordwestlich steht ein Wasserturm am Rande des Kammerforsts, dessen auf der Gemarkung liegenden Anteile die einzigen Waldgebiete auf ihr sind. Die offene Flur um das teilweise ein Weichbild aus Obstwiesen zeigende Dorf steht größtenteils unterm Pflug.
Herbsthausen ist ein Haufendorf, das von der auch Kaiserstraße genannten B 290 in nordwestlicher Richtung durchquert wird. Im Ort gehen von dieser die K 2851 nach dem Dorf Apfelbach viereinhalb Kilometer im Norden, die K 2887 nach dem Dorf Rot über einen Kilometer im Südwesten und eine Gemeindestraße nach dessen Weiler Schönbühl unter zwei Kilometer im Nordosten ab (jeweils in Luftlinie).

## Geschichte

### Mittelalter
Im Jahre 1145 wurde der Ort erstmals urkundlich als Hertwigershusen erwähnt.

### Neuzeit
Während des Dreißigjährigen Krieges fand am 5. Mai 1645 die Schlacht bei Herbsthausen zwischen französischen und bayerischen Truppen statt. Diese wurde auch von Hans Jakob Christoffel von Grimmelshausen in Kapitel 19 seines Werks „Der seltzame Springinsfeld“ von 1670 erwähnt.
Am 1. September 1973 wurde Herbsthausen gemeinsam mit Rot in die Stadt Bad Mergentheim eingegliedert. Als am 1. Januar 1973 im Rahmen der baden-württembergischen Kreisreform der Landkreis Mergentheim aufgelöst wurde, gehörte Herbsthausen in der Folge zum neu gebildeten Tauberkreis, der am 1. Januar 1974 seinen heutigen Namen Main-Tauber-Kreis erhielt.

## Wirtschaft und Infrastruktur

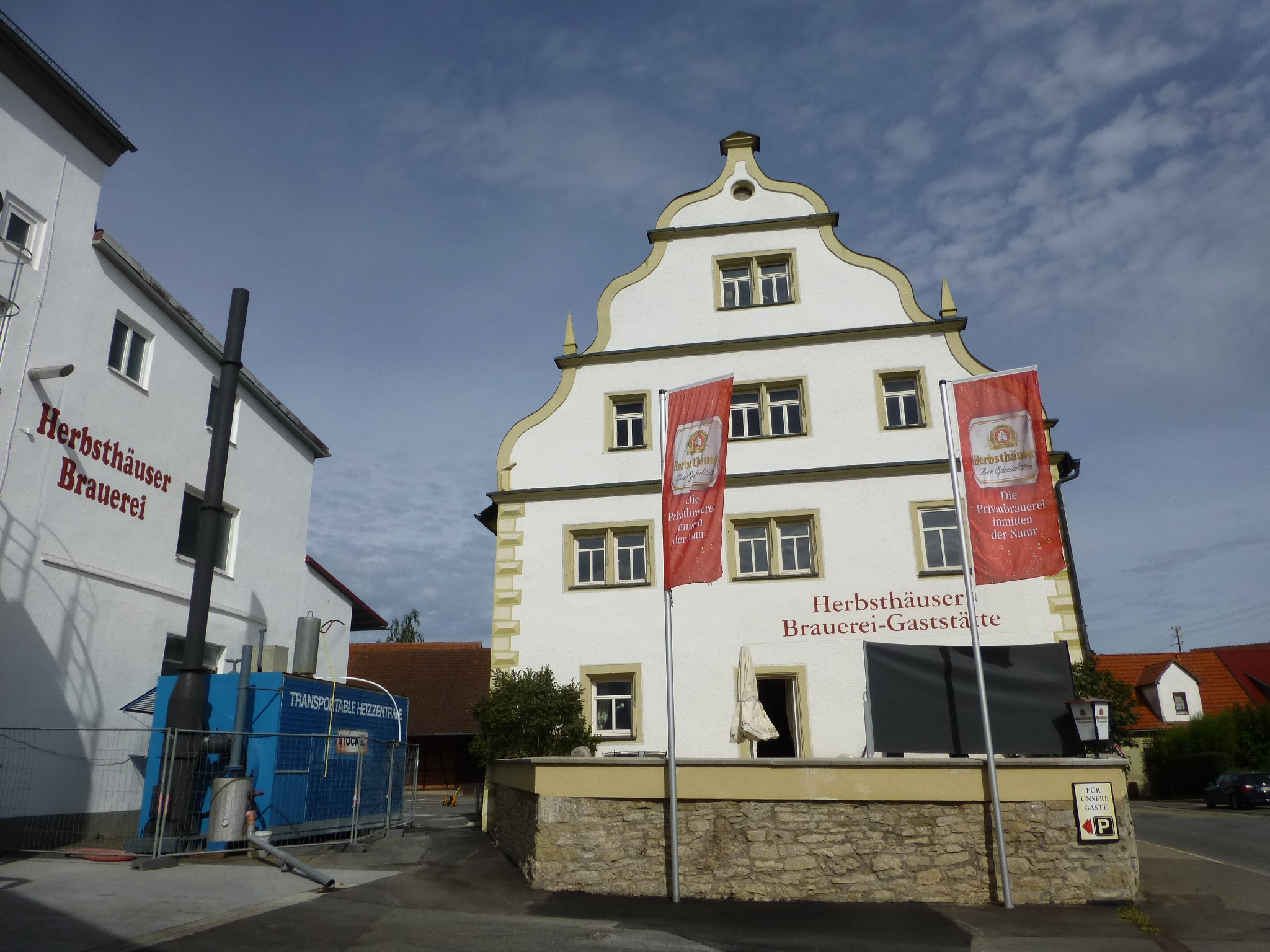
Blick auf die Herbsthäuser Brauerei und die Brauerei-Gaststätte

### Ansässige Unternehmen
Im Ort ist die im Jahre 1581 gegründete Herbsthäuser Brauerei ansässig, die im urkundlich erwähnten Gasthof „Zum Schwane“ braute.